# Aleksy (Wrionis)
Aleksy, imię świeckie Aleksios Wrionis (ur. 1944 w Pireusie) – duchowny Greckiego Kościoła Prawosławnego, od 1995 metropolita Nikiei.

## Życiorys
Ukończył studia na wydziale teologicznym Uniwersytetu Narodowego w Atenach. Święcenia diakonatu przyjął w 1967, a prezbiteratu w 1972. Chirotonię biskupią otrzymał 29 stycznia 1995.
W czerwcu 2016 r. uczestniczył w Soborze Wszechprawosławnym na Krecie.